# Grégory Goethals
Pour les articles homonymes, voir Goethals.
Grégory Goethals, né le 27 mai 1979 à Schaerbeek (Belgique) est un chef d'entreprise, producteur de télévision, journaliste et réalisateur de documentaires belge.  

## Carrière professionnelle
Il commence sa carrière en 1999 comme présentateur à Télé Bruxelles avant de rejoindre le groupe RTL en août 2000. Il y travaille comme journaliste, producteur, et présentateur jusqu'en 2013.  
En 2010, il présente le concours de Miss BHV, également retransmis en roumain et qui promeut « l'image de la périphérie flamande de Bruxelles dont elles sont originaires ».  
Spécialiste de l'histoire de Télé Luxembourg, il est l'auteur d'un ouvrage et d’émissions consacrés aux développements du groupe luxembourgeois.    
Il est le créateur, avec Cédric Donnet, de LouvignyMedia, une société de production de documentaires historiques.    